# Taumatawhakatangihangakoauauotamateaturipukakapikimaungahoronukupokaiwhenuakitanatahu

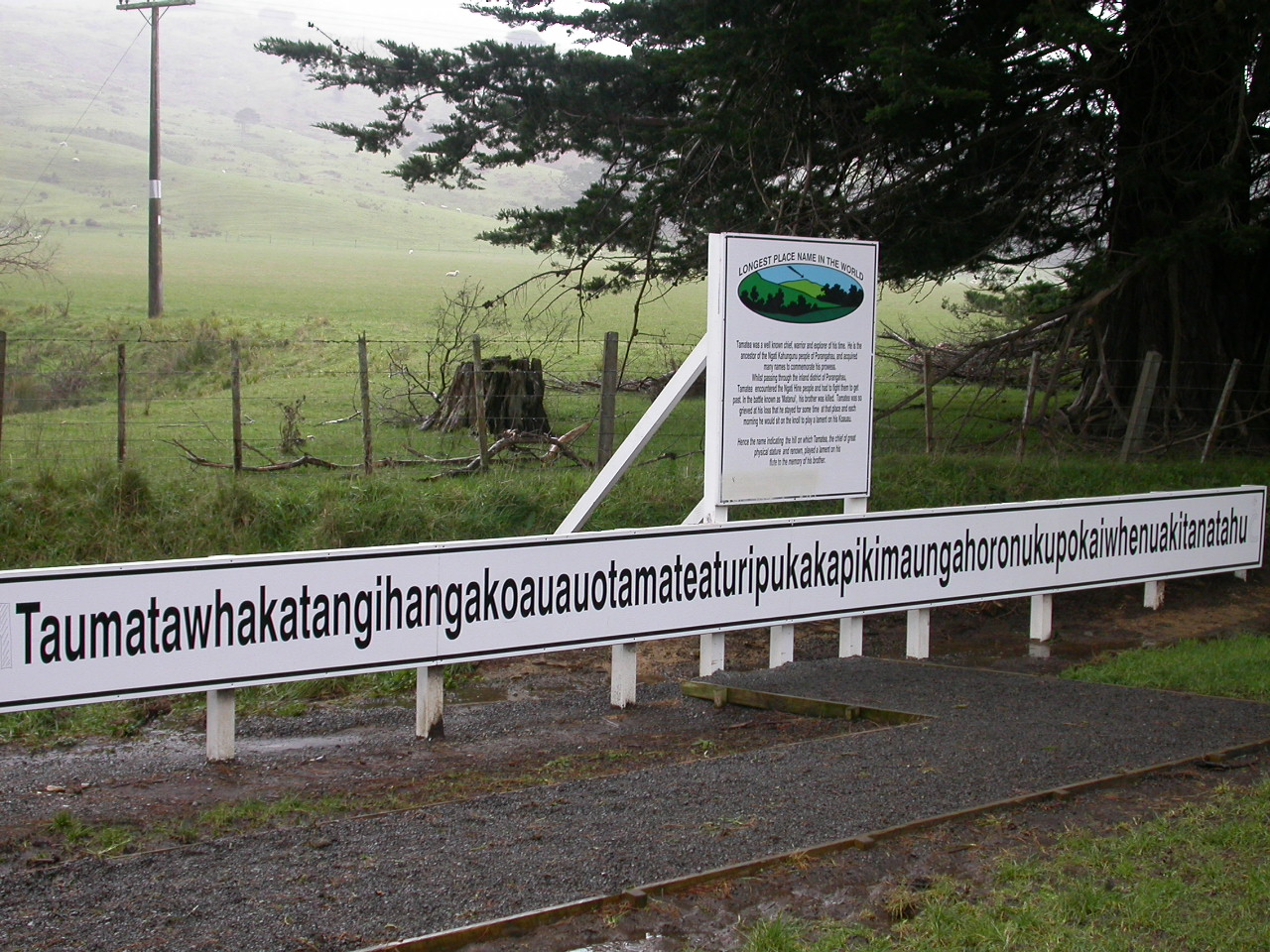
Taumata-Schild

Taumatawhakatangihangakoauauotamateaturipukakapikimaungahoronukupokaiwhenuakitanatahu ist der Maori-Name eines 305 Meter hohen Hügels in der Nähe von Mangaorapa und Porangahau, südlich von Waipukurau, zwischen Hastings und Dannevirke in dem südlichen Teil der Region Hawke’s Bay in Neuseeland. Meist wird der Name als Taumata abgekürzt.
Der Name, der in lesbarer, in nach Wörtern getrennter Form Taumata-whakatangihanga-koauau-o-Tamatea-turi-pukaka-piki-maunga-horo-nuku-pokai-whenua-ki-tana-tahu geschrieben würde, bedeutet in etwa:

„Der Ort, an dem Tamatea, der Mann mit den großen Knien, der Berge hinabrutschte, emporkletterte und verschluckte, bekannt als der Landfresser, seine Flöte für seine Geliebte spielte.“

Mit 85 Buchstaben hat der Ort das zweitlängste Toponym der Welt, nach Bangkok (siehe Ortsname#Lange und kurze Ortsnamen). Die angegebene Schreibweise ist auf dem Schild zu lesen, das auf dem Hügel aufgestellt ist. Es gibt einige Variationen des Namens, und in der Schreibweise Tetaumatawhakatangihangakoauaotamateaurehaeaturipukapihimaungahoronukupokaiwhenuaakitanarahu (mit 92 Buchstaben) stand er ursprünglich im Guinness-Buch der Rekorde. Dort entdeckte Rupert Hine von Quantum Jump diesen Namen und verwendete ihn als Intro für den Titel The Lone Ranger. Der rhythmische Sprechgesang wurde zum Running Gag der beliebten britischen Radioshow von Kenny Everett, und The Lone Ranger gelangte mit dem originellen Intro 1979 in die Top Ten der britischen Charts.
In einer Karte des Department of Lands and Survey aus dem Jahr 1929 wurde die Bezeichnung des Berges mit Taumatawhakatangihangakoauau angegeben, was laut dem Māori Dictionary mit Tamatea spielt Flöte übersetzt werden kann.
Ross Scott, ein Maori aus der Nähe von Porangahau, dessen Familie das Land seit über 400 Jahren besitzt, hat im September 2006 bei den zuständigen Behörden Namensschutz für den Hügel beantragt. Es liege im Interesse seines Stammes, diese Bezeichnung vor unangemessener Verwendung zu schützen. Es handele sich um ein „Taonga“ (Schatz) des Maori-Volkes, argumentierte Scott vor dem Waitangi-Tribunal, einer Regierungsbehörde für Angelegenheiten der Ureinwohner.